# ألونسو لوبيز
ألونسو لوبيز (بالإسبانية: Alonso López)‏ مواليد 28 مايو 1986 في مدينة مكسيكو، هو ملاكم محترف مكسيكي يصنف ضمن فئة وزن الذبابة.

## إحصائيات
خاض خلال مسيرته 15 نزالا، فاز في 12 وتعادل في 3 ولم يخسر. فاز بالضربة القاضية في 5 نزالات.

## روابط خارجية
- ألونسو لوبيز على موقع بوكس ريك (الإنجليزية) (registration required)